# Mikuliszki (rejon oszmiański)
Mikuliszki (biał. Мікулішкі; ros. Микулишки) – wieś na Białorusi, w obwodzie grodzieńskim, w rejonie oszmiańskim, w sielsowiecie Krejwańce. W 2009 roku liczyła 2 mieszkańców. Wieś leży nad rzeką Mereczanką.

## Historia
W dwudziestoleciu międzywojennym wieś leżała w Polsce, w województwie wileńskim, w powiecie wileńsko-trockim, w gminie Turgiele. Po agresji ZSRR na Polskę w 1939 roku wieś znalazła się w granicach BSRR. W latach 1941–1944 była pod okupacją niemiecką.  
8 stycznia 1944 r. w Mikuliszkach żołnierze 3 i 6 Brygady Wileńskiej AK odparli atak niemieckiej żandarmerii oraz policji litewskiej i białoruskiej.
Od 1944 r. wieś ponownie leżała w BSRR. Od 1991 roku w Republice Białorusi.

## Cmentarz żołnierzy AK
Na południowym skraju wsi, w lesie, na wydmach u skraju rozlewisk rzeki Mereczanki znajduje się cmentarz, gdzie wedle tradycji grzebano powstańców styczniowych. Prawdopodobnie pochowano tutaj powstańców z partii Bolesława Narbutta, młodszego brata Ludwika, poległych 21 czerwca 1863 r. w pobliskich Rudnikach.  
W 22 grobach pochowano poległych w bitwie 8 stycznia 1944 r., jednego żołnierza 3 Brygady AK poległego 17 marca 1944 r. w Czarnym Borze, jednego żołnierza zabitego w marcu 1944 r. w Murzynach, żołnierzy 3 Brygady AK poległych 13 maja 1944 r. w bitwie pod Murowaną Oszmianką i w czerwcu 1944 r. w zasadzce przy szosie koło Jaszun, a także dwóch żołnierzy 6 Brygady AK poległych 9 lipca 1944 r. w Kamionce. Poniżej kwatery pochowani zostali Aleksander Stankiewicz z Mikuliszek i Antoni Piotkowicz zamordowani przez NKWD w lutym 1945 r.
Kwatera żołnierzy AK została zbudowana dzięki staraniom środowisk byłych akowców 3. i 6. Brygady AK. Koszty budowy dofinansowała Rada Ochrony Pamięci Walk i Męczeństwa. Kwaterę otwarto i poświęcono w czerwcu 1992 r. Przez dłuższy czas opiekowała się nią Józefa Pietkiewicz, mieszkanka wsi Mikuliszki. Cmentarz został zniszczony przez władze białoruskie w lipcu 2022 r. 